# Bjarne Mørk-Eidem

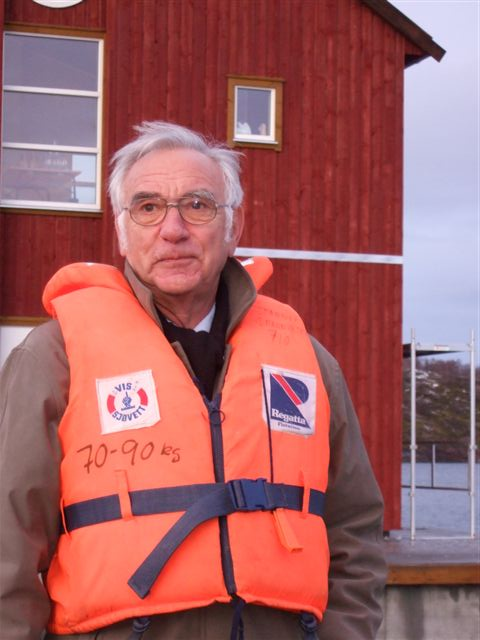
Bjarne Mørk-Eidem, 2008

Bjarne Mørk-Eidem (* 4. Oktober 1936 in Vega; † 2. Oktober 2022) war ein norwegischer Politiker der Arbeiderpartiet (Ap). Er war von Mai 1986 bis Oktober 1989 der Fischereiminister seines Landes und von 1969 bis 1993 Abgeordneter im Storting. In den Jahren 1990 bis 2005 war er der Riksrevisor, also der Leiter des norwegischen Rechnungshofes.

## Leben
Mørk-Eidem kam im Jahr 1936 als Sohn eines Fischers und einer Hausfrau zur Welt. Bis 1955 besuchte er die staatliche Realschule in Leknes. Anschließend arbeitete er bis 1956 und erneut im Jahr 1958 als Vertretungslehrer in Rana. In den Jahren 1958 bis 1962 besuchte Mørk-Eidem die Lehrerschule in Nesna. Anschließend unterrichtete er bis 1969 an Schulen in seiner Heimatkommune Vega. In der Zeit von 1963 bis 1971 saß er zudem im Kommunalparlament von Vega.

### Abgeordneter im Storting
Bei der Parlamentswahl 1969 zog Mørk-Eidem erstmals in das norwegische Nationalparlament Storting ein. Dort vertrat er den Wahlkreis Nordland und wurde zunächst Mitglied im Finanzausschuss. In diesem Ausschuss verblieb er auch nach den Wahlen 1973, 1977 und 1981. Dabei fungierte er zwischen Februar 1975 und September 1985 als Sekretär des Finanzausschusses. Von Oktober 1972 bis September 1977 war Mørk-Eidem zudem Vizesekretär des Odelsting, einer der damals existierenden Kammern des Parlaments. Im Jahr 1973 wählte man ihn zum Parteivorsitzenden im Fylke Nordland. In dieser Position blieb er bis 1975.
Im Anschluss an die Stortingswahl 1985 wechselte er in den Seefahrts- und Fischereiausschuss, dessen stellvertretender Vorsitzender er wurde. Zudem gehörte er zwischen Oktober 1981 und Mai 1986 dem Fraktionsvorstand der Arbeiderpartiet-Gruppierung an.

### Fischereiminister und Riksrevisor
Am 9. Mai 1986 wurde Mørk-Eidem zum Fischereiminister in der neu gebildeten Regierung Brundtland II ernannt. Er übte das Amt bis zum 10. Oktober 1989 aus. Nachdem er aufgrund seiner Regierungsmitgliedschaft sein Mandat ruhen lassen musste, kehrte er anschließend ins Storting zurück. Dort übernahm er von Oktober 1989 bis Juli 1990 den Posten als Vizepräsident des Parlaments. Wegen seiner Wahl in die Parlamentspräsidentschaft endete seine Amtszeit als Minister einige Tage vor dem Abtritt der restlichen Regierung. Mørk-Eidem wurde des Weiteren Mitglied im Landwirtschaftsausschuss. Während der laufenden Legislaturperiode wechselte im Oktober 1990 in den Justizausschuss. Aus dem Storting schied er nach der Parlamentswahl 1993 aus.
Von 1990 bis 2005 war er der Riksrevisor seines Landes, also der Vorsitzende des Rechnungshofes Riksrevisjonen. Zwischen 1991 und 1999 war Mørk-Eidem außerdem im Präsidium des Vereins Vereinigung Norden vertreten und fungierte als Leiter der Norwegen-Abteilung. Im Jahr 1995 hatte er den Posten als Vorstand der gesamten Vereinigung inne. Ab 2006 leitete er das Aquakulturzentrum Norsk Havbrukssenter.
Mørk-Eidem verstarb im Jahr 2022 im Alter von 85 Jahren.